# Donald Low
Pour les articles homonymes, voir Low.
Donald Low (né le 2 mai 1945 - mort le 18 septembre 2013) est un microbiologiste canadien. Microbiologiste en chef de l'hôpital Mont Sinai de Toronto (en) de 1985 à 2013, il est surtout connu pour son rôle lors du combat contre l'épidémie de SRAS de 2003 à Toronto.

## Biographie
Donald Low obtient un diplôme de l'école de médecine de l'Université du Manitoba.
En 2003, bien que n'ayant pas un rôle officiel dans l'affaire, ses sorties calmes et précises dans la presse lors de l'épidémie de SRAS de Toronto en font un visage connu du public,. Il est l'un des nombreux médecins qui doivent demeurer en quarantaine à la maison lors de l'épidémie.
En 2005, il devient directeur médical du laboratoire de santé publique de Santé publique Ontario (en).

### Vie privée
Père de trois enfants, Low s'est marié en secondes noces à Maureen Taylor (en), journaliste à CBC News.

### Décès
En février 2013, Low se fait diagnostiquer une tumeur au cerveau. Il meurt le 18 septembre 2013 à l'âge de 68 ans,. Dans une vidéo dévoilée après sa mort, Low lance un appel pour que le Canada autorise l'aide au suicide. « Je suis seulement frustré de ne pas pouvoir avoir le contrôle de ma propre vie, de ne pas pouvoir décider du moment où assez c'est assez. ».